# ジョアン・レイトアルチ・ネト
キータ（Kita）ことジョアン・レイトアルチ・ネト（ポルトガル語: João Leithardt Neto、1958年1月6日 - 2015年10月3日）は、ブラジルの元サッカー選手。元ブラジル代表。ポジションはFW。

## クラブ歴
1975年にSCガウショで選手となった。
1981年にECジュベントゥージに加入すると、1983年にカンピオナート・ガウショで得点王に輝いた。
翌1984年にSCインテルナシオナルに移籍。1986年にインテル・ジ・リメイラに移籍すると、同年のカンピオナート・パウリスタで得点王に輝き、クラブを洲選手権優勝に導いた。この活躍によって国内強豪からのオファーが届き、最終的にCRフラメンゴに加入した。しかしフラメンゴでは思ったほどの活躍が出来ず、アソシアソン・ポルトゥゲーザ・ジ・デスポルトスに移籍した。
その後も様々なクラブを渡り歩き、1994年に地元のECパッソ・フンドで引退した。

## 代表歴
ロサンゼルスオリンピック前年にカンピオナート・ガウショで得点王に輝いた事から同大会の代表に選出され、銀メダルを獲得した。

## 引退後
2011年に左膝の靭帯再建の手術を行ったが、この際に感染症に罹患、最終的に腓骨から下を切断する事となった。2015年10月3日に糖尿病と肝癌のために歿した。